# 黑澤爾格林 (肯塔基州)
黑澤爾格林（英語：Hazel Green）是位於美國肯塔基州沃爾夫縣的一個人口普查指定地區。

## 人口
根據2020年美國人口普查的數據，黑澤爾格林的面積為2.79平方千米，當中陸地面積為2.79平方千米，而水域面積為0.00平方千米。當地共有人口173人，而人口密度為每平方千米62.01人。